# Organização Mundial do Movimento Escoteiro
A Organização Mundial do Movimento Escoteiro (OMME) foi fundada no início do século XX, a fim de assistir aos membros das organizações Nacionais do Movimento Escoteiro, servindo e educando jovens do mundo inteiro, pertencentes a todas as raças, cores, credos e condições sociais.
É reconhecido um único Movimento Escoteiro por país, sendo que onde houver ramificações, principalmente por motivos de religião ou língua é formada uma federação da WOSM (Organização Mundial do Movimento Escoteiro). "Conferência Mundial do Escotismo" foi realizada pela primeira vez, em 1922. Esta é que corporifíca o Movimento e que geralmente imprime e orienta a política, dela participando os representantes das Organizações-Membro. Independente do seu tamanho, cada Organização Nacional tem 6 (seis) votos dentro da Conferência. De acordo com os estatutos a Conferência se realiza a cada três anos.
O Comitê Mundial do Escotismo é responsável pela implementação adequada das resoluções das Conferências e agindo em seu interesse no espaço que separa as Conferências. O "Comitê" é composto por 12 (doze) membros de doze países diferentes, eleitos pela "Conferência Mundial". Estes não representam seu país, porém os interesses do Movimento como um todo.
O Secretário Geral da Organização Mundial e o Tesoureiro honorário são membros ex-officio do "Comitê" e os presidentes dos "Comitês Regionais" funcionam como grupo consultivo do "Comitê Mundial", participando em suas reuniões como conselheiros.
O "Comitê Mundial" se reúne pelo menos uma vez ao ano.
O Bureau Mundial do Escotismo oferece serviços permanentes de Secretaria à "Conferência Mundial" e "Comitês" bem como auxílio profissional necessário para implementar suas funções. Inicialmente estabelecido em Londres em 1920 o Bureau foi transferido para Ottawa em 1959, para Genebra em 1968 e para Kuala Lumpur, em 2014.

## A Estrutura do Escotismo Mundial
A Organização Mundial do Movimento Escoteiro dita uma orientação mundial.
Cada país filiado possui sua representação nacional, a qual tem obrigação de manter os Princípios do Movimento Escoteiro, possuindo liberdade para realizar várias adaptações locais (uniformes, adestramento, cursos etc.).
Conferência Mundial é a "Assembléia Geral" da Organização Mundial. É composta por representantes das associações nacionais dos países membros. Reúne-se a cada três anos num local determinado pela própria Conferência Mundial.
O Comitê é o órgão executivo da Organização. Composto por 12 membros eleitos pela Coerência Mundial e dois membros escolhidos pelo próprio comitê (o secretário-geral e o tesoureiro) e atua no intervalo entre as Conferências. Podem ser designados sub-comitês para assuntos específicos.
O Bureau Mundial é a secretaria da Organização e órgão de apoio da conferência e do Comitê Mundial, dá encaminhamento e providencia as deliberações destes órgãos. É dirigido pelo executivo Chefe do Bureau que é o Secretário Geral designado pelo Comitê Mundial. O escritório mundial está sediada em Genebra (Suíça), mantém 6 escritórios regionais: Interamericano, Europa, Ásia, África, Eurásia e Emirados Árabes.

## Valores do Escotismo segundo a Organização Mundial do Movimento Escoteiro
| Missão A missão do escotismo é contribuir para a educação do jovem, baseado em sistema de valores baseados na Promessa e na Lei Escoteira, ajudando a construir um mundo melhor, aonde se valorize a realização individual e a participação construtiva em sociedade. Visão Até 2023, o Escotismo será o principal movimento educacional jovem do mundo, permitindo que 100 milhões de jovens sejam cidadãos ativos, criando mudanças positivas em suas comunidades e no mundo, com base em valores compartilhados. Princípios do Escotismo A Organização Mundial do Movimento Escoteiro define como Princípios do Escotismo 1. Dever para com Deus (crença e vivência de uma fé, independentemente de qual seja); 2. Dever para com os outros (participação na sociedade, boa ação, serviço ao próximo); 3. Dever para consigo próprio (crescimento saudável e auto desenvolvimento). Desenvolvimento físico Proporcionar o desenvolvimento físico do jovem por meio de jogos ao ar livre, exercícios, excursões e acampamentos. Desenvolvimento moral A finalidade é o caráter com um propósito. E o propósito é que essa geração seja sadia no futuro, para desenvolver a mais alta forma de compreensão e dever para com Deus, pátria e próximo. Desenvolvimento intelectual Dá-se uma preparação adequada pelo conhecimento adquirido em cada uma das etapas como cozinha; campismo, nós, natação e salvamento; primeiros socorros; regras de segurança, orientação, transmissão de sinais, estudo da natureza … |